# Michel Tougouma
Michel Tougouma, né en 1923 à Darigma (Haute-Volta) et mort le 13 avril 2005 à Ouagadougou (Burkina Faso), est un homme politique franco-burkinabé.

## Biographie
Il est désigné pour siéger au Sénat de la Communauté,,.
Il est ministre de la Défense nationale de Haute-Volta de 1962 à 1965,,.